# Jerzy Beniamin Flatt

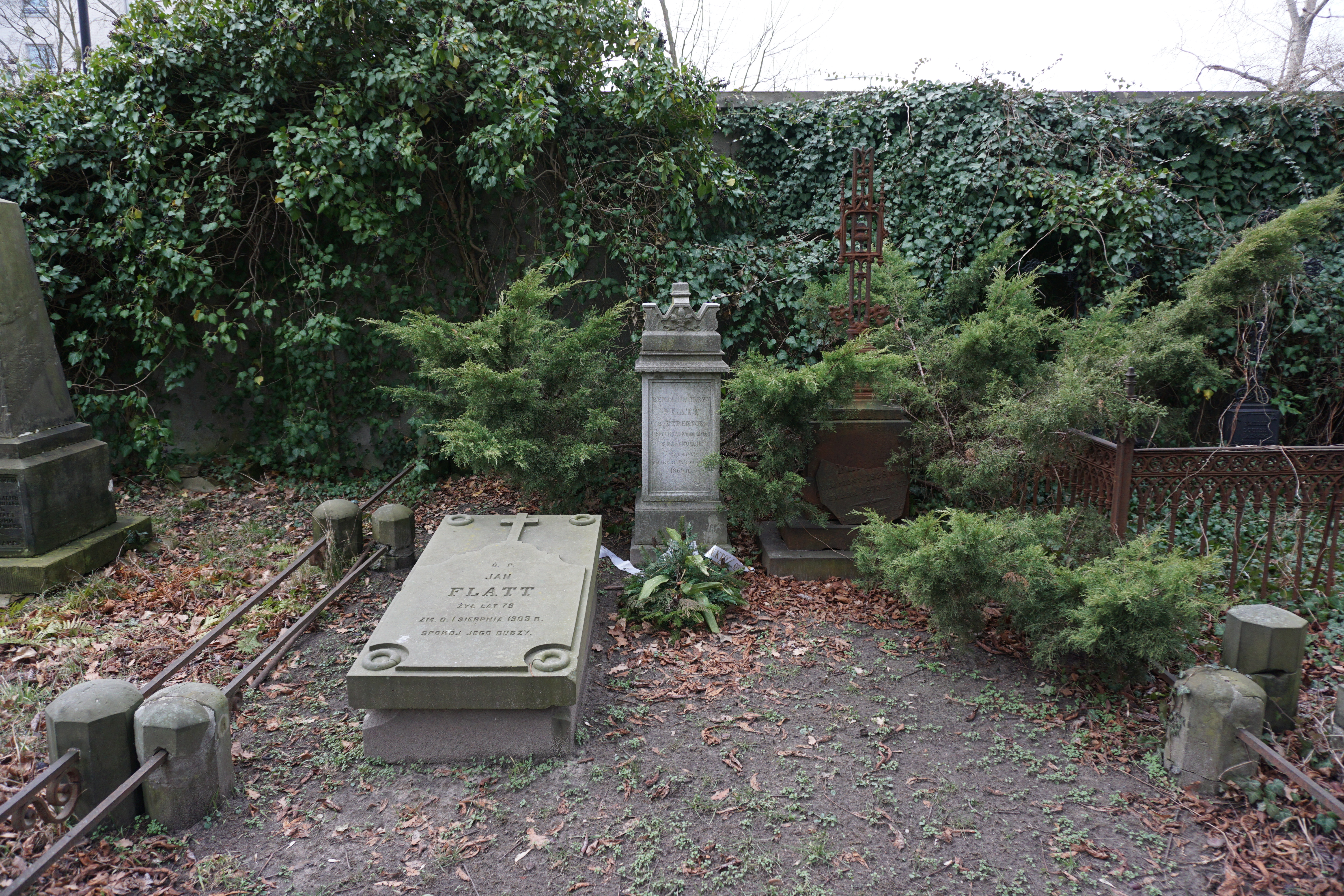
Grób Jerzego Beniamina Flatta na cmentarzu ewangelicko-augsburskim w Warszawie

Jerzy Beniamin Flatt (ur. 1768 w Skokach, zm. 1860) – agronom, działacz oświatowy.
Szkołę elementarną ukończył w Poznaniu, a potem został nauczycielem w Korpusie Kadetów w Kaliszu. Na polecenie Stanisława Staszica zajął się rozwojem szkolnictwa rolniczego w kraju. Poznawał w tym celu nowoczesne rolnictwo w Szwajcarii i Niemczech. Autor artykułów i dzieł, redaktor pisma naukowego „Ceres”. Uznawany, za sprawą organizacji Instytutu Agronomicznego w Warszawie (z epizodem puławskim), za twórcę-założyciela obecnej Szkoły Głównej Gospodarstwa Wiejskiego (SGGW) w Warszawie. Autor Opisu Księstwa Warszawskiego. W tej placówce w styczniu 2008 otwarto muzeum, na otwarciu którego zaprezentowano (nigdy dotąd nieprezentowany) rękopis dzieła J.B. Flatta („Dziennik Podróży do Szwaycaryi z Kalisza” – 1816); był też tam obecny, związany z naukami o leśnictwie, potomek – praprawnuk Flatta.
Spoczywa na cmentarzu ewangelicko-augsburskim (aleja 1, grób 51).

## Upamiętnienie
Od 30 sierpnia 2018 roku Jerzy Beniamin Flatt jest patronem ulicy w warszawskiej dzielnicy Wilanów.